# Eugène Collache
Eugène Félix Collache, né le 29 janvier 1847 à Perpignan et mort le 25 octobre 1883 dans le 16e arrondissement de Paris, est un officier de la Marine française connu pour ses aventures au Japon.

## Biographie
Basé sur le navire Minerva de la flotte orientale française, il déserta lorsque le bateau était ancré dans le port de Yokohama, avec son ami Henri de Nicol pour rallier d'autres officiers français, menés par Jules Brunet, qui avaient embrassé la cause du Bakufu pendant la guerre de Boshin. Le 29 novembre 1868, Eugène Collache et Nicol quittèrent Yokohama à bord d'un navire de commerce, le Sophie-Hélène, commandé par un homme d'affaires suisse.

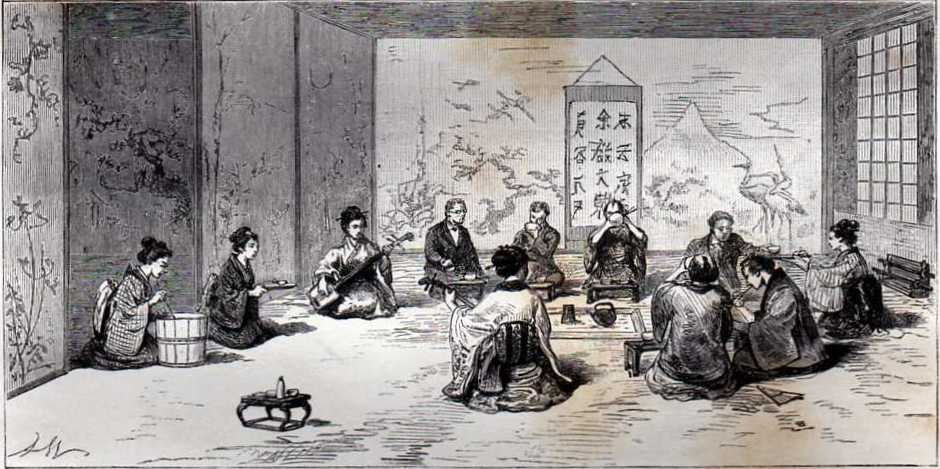
Accueil d'Eugène Collache par un ministre du daimyo de Tsugaru.

Les deux officiers français atteignirent d'abord la baie de Samenoura (鮫ノ浦湾) dans la province de Nambu (actuelle préfecture de Miyagi), où ils apprirent que les forces impériales avaient soumis les Daimyos du Japon nordique, et que les forces rebelles favorables au Shogun s'étaient réfugiées sur l'île de Hokkaidō. Ils décidèrent d'aller davantage au nord à Aomori, où ils furent chaudement reçus par le daimyo de Tsugaru. Un bateau américain en visite leur apporta la nouvelle qu'un ordre d'arrestation contre eux avait été publié. Eugène Collache et Nicol décidèrent de monter à bord du bateau américain et atteignirent Hokkaidō. Pendant l'hiver 1868-1869, Collache fut chargé de l'établissement de fortifications dans la chaîne de montagne volcanique protégeant Hakodate (Nicol fut responsable de l'organisation de la Marine).
Le 18 mai, la décision fut prise de faire une attaque surprise sur la Marine impériale, qui se déplaçait vers le nord pour les affronter. Collache participa ainsi à la bataille de la baie de Miyako. Il était le commandant du Takao (en), anciennement appelé Aschwelotte. Les deux autres bateaux étaient le Kaiten et le Banryu (en). Les bateaux rencontrèrent du mauvais temps qui provoqua des avaries de moteur du Takao, et le Banryu fut séparé des deux autres. Le Banryu est par la suite revenu à Hokkaidō, sans participer à la bataille.

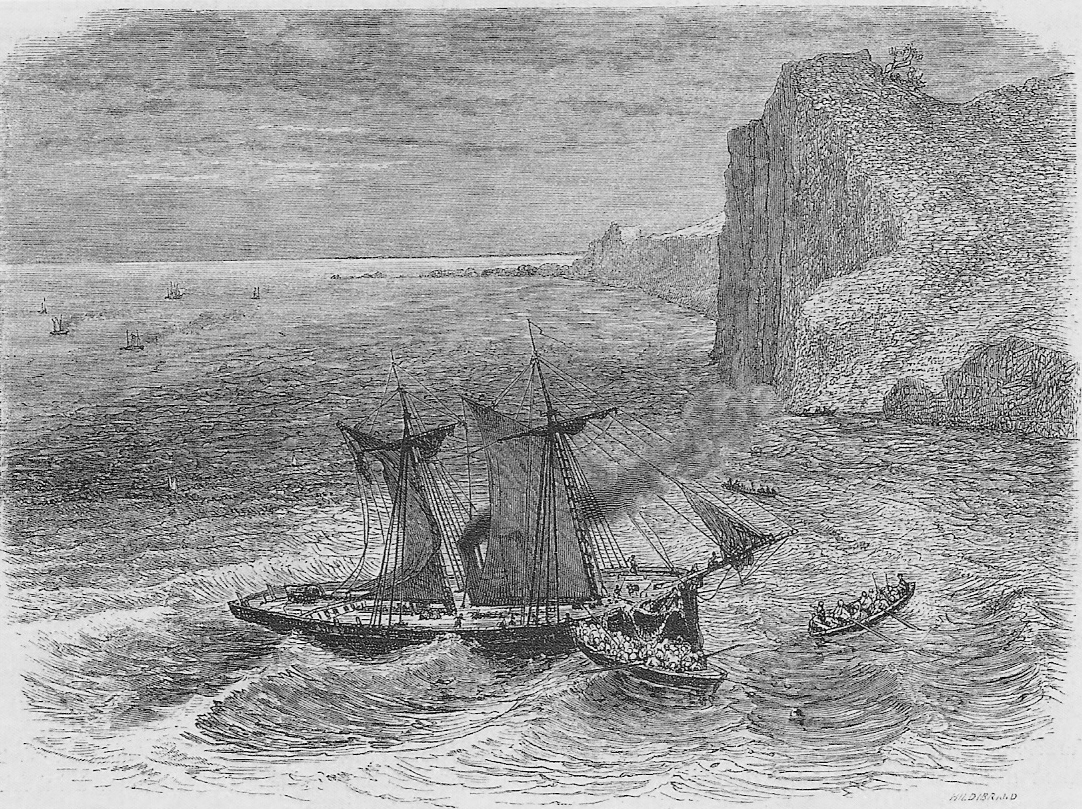
L'épave du Takao, poursuivi par des navires de la Marine impériale.

Pour créer la surprise, le Kaiten prévoyait d'entrer dans le port de Miyako avec un drapeau américain. Incapable de réaliser plus de trois nœuds à cause de ses problèmes de moteur, le Takao a traîné derrière, et le Kaiten est entré dans la bataille tout seul. Le Kaiten a approché les bateaux ennemis et a levé le drapeau de Bakufu quelques secondes avant d'aborder le vaisseau de guerre impérial Kōtetsu. Celui-ci est parvenu à repousser l'attaque avec une Gatling, provoquant des pertes énormes du côté de l'attaquant. Le Kaiten, poursuivi par la flotte impériale, s'extirpa de la baie de Miyako juste au moment où le Takao arrivait. Le Kaiten s'est par la suite échappé jusqu'à Hokkaidō, mais le Takao ne pouvait pas semer ses poursuivants et s'est volontairement détruit.

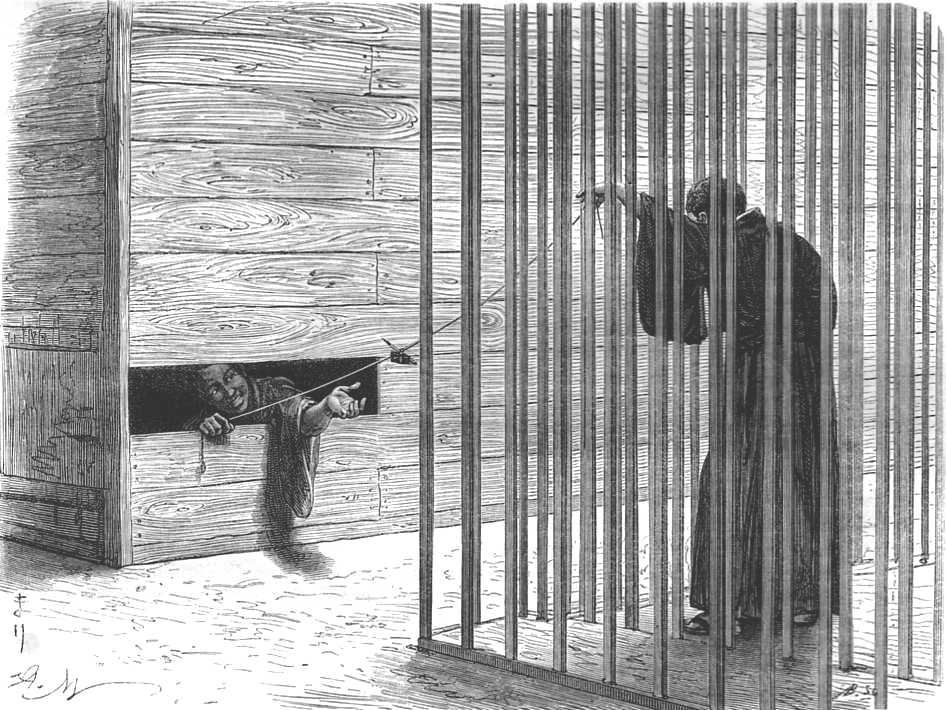
Collache en prison à Edo.

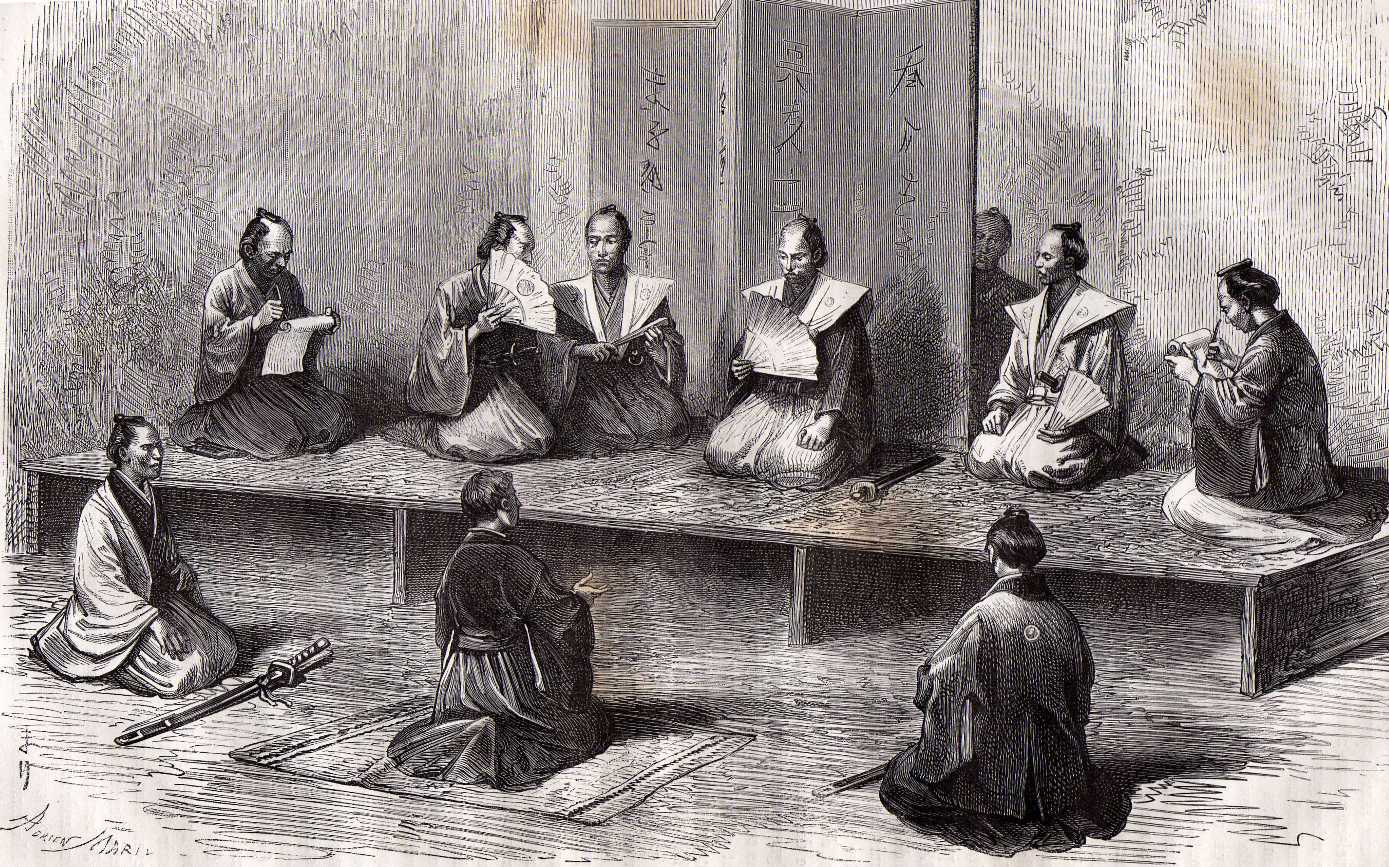
Le procès d'Eugène Collache à Edo.

Essayant de s'échapper par la montagne, Collache s'est finalement rendu quelques jours plus tard aux troupes impériales. Lui et son équipage furent emmenés à Edo où ils furent emprisonnés. Il fut jugé et condamné à mort, mais il fut finalement gracié. Il fut transféré à Yokohama à bord de la frégate française Coëtlogon, où il a rejoint le reste des officiers rebelles français menés par Jules Brunet.
Pendant son aventure, Eugène Collache portait la robe japonaise, au contraire de certains de ses collègues militaires japonais qui portaient des uniformes occidentaux :

« C'était la première fois qu'un Européen traversait ainsi le Japon, et tout le monde a voulu le voir ; mais mon visage glabre, ma peau bronzée, et mes vêtements japonais ont trompé les curieux, qui ont alors pensé que l'homme européen était une sorte d'officier japonais qui portait une moustache et avait l'uniforme d'un officier de la Marine américaine. Eugène Collache, "Une aventure au Japon", dans Le Tour du Monde, p. 59 »

De retour en France, il est renvoyé de l'armée et jugé comme déserteur mais les sanctions sont légères, et on lui permit de réintégrer l'armée française pour participer à la guerre franco-prussienne avec son ami Nicol.
Eugène Collache a écrit « Une aventure au Japon 1868 - 1869 », édité dans la revue Le Tour du Monde en 1874.
L'ancien officier de marine se fixe à Paris où il épouse le 17 juin 1873 Augustine Marie Blanc de la Nautte d'Hauterive à la mairie du 16e arrondissement. À sa mort, il occupe la modeste fonction d'employé au service de la statistique de la Compagnie d'assurance La Providence.